# Sydamerikanska mästerskapet i basket 1941
Sydamerikanska mästerskapet i basket 1941 spelades i Mendoza, Argentina och vanns av Argentina. 6 lag deltog.

## Slutställning
1. Argentina
2. Peru
3. Uruguay
4. Chile
5. Brasilien
6. Paraguay

## Resultat
Alla mötte varandra en gång var, och spelade totalt fem matcher.
| Placering | Lag       | Poäng | Vinst | Förlust | Gjorda poäng | Insläppta poäng | Poängskillnad |
| --------- | --------- | ----- | ----- | ------- | ------------ | --------------- | ------------- |
| 1         | Argentina | 10    | 5     | 0       | 233          | 129             | +104          |
| 2         | Peru      | 9     | 4     | 1       | 224          | 167             | +57           |
| 3         | Uruguay   | 8     | 3     | 2       | 206          | 151             | +55           |
| 4         | Chile     | 7     | 2     | 3       | 190          | 208             | -18           |
| 5         | Brasilien | 6     | 1     | 4       | 187          | 208             | -21           |
| 6         | Paraguay  | 5     | 0     | 5       | 144          | 321             | -177          |

| Argentina | 32 - 17 | Peru      |
| Argentina | 33 - 25 | Uruguay   |
| Argentina | 51 - 32 | Chile     |
| Argentina | 51 - 26 | Brasilien |
| Argentina | 66 - 29 | Paraguay  |
| Peru      | 37 - 36 | Uruguay   |
| Peru      | 46 - 36 | Chile     |
| Peru      | 48 - 28 | Brasilien |
| Peru      | 76 - 35 | Paraguay  |
| Uruguay   | 48 - 27 | Chile     |
| Uruguay   | 32 - 30 | Brasilien |
| Uruguay   | 65 - 24 | Paraguay  |
| Chile     | 48 - 36 | Brasilien |
| Chile     | 47 - 27 | Paraguay  |
| Brasilien | 67 - 29 | Paraguay  |